# الای لی‌لی
الای لیلی (به انگلیسی: Eli Lilly) (زاده ۸ ژوئیه ۱۸۳۸ - درگذشته ۶ ژوئن ۱۸۹۸) کارآفرین، صنعتگر، شیمی‌دان، داروساز، نیکوکار و کلنل آمریکایی بود، که در سال ۱۸۷۶ شرکت الای لیلی اند کامپنی را تأسیس نمود.
وی از کهنه سربازهای جنگ داخلی آمریکا بود، که پس از پایان جنگ، اقدام به راه‌اندازی این شرکت نمود. الای لیلی اند کامپنی امروزه یکی از ۱۰ تولیدکننده بزرگ دارو در جهان بشمار می‌آید.